# 索尼 FE 16-35mm F2.8 GM
索尼 FE 16-35mm F2.8 GM是索尼为E接环全画幅无反相机设计的恒定光圈变焦镜头，于2017年5月17日正式发布。该镜头是索尼专业”大师级（GM）“变焦镜头”大三元“（FE 16-35mm F2.8、FE 24-70mm F2.8和FE 70-200mm F2.8）的组成部分。该镜头虽然针对全画幅设计，但它仍能被用于索尼APS-C画幅E接环机身，等效焦距24-52.5mm。